# 一柳直興
一柳 直興（ひとつやなぎ なおおき）は、江戸時代前期の大名。伊予西条藩の第3代藩主。
寛文5年（1665年）、職務怠慢や失政などを理由に改易され、加賀藩前田家に預けられた。

## 生涯

### 前半生・西条藩主
寛永元年（1624年）、一柳直重（のちの西条藩第2代藩主）の長男として、伊勢国神戸に生まれる。寛永15年（1638年）、徳川家光に初謁。
正保2年（1645年）12月1日、父の死去により跡を継いだ。このとき5000石を弟の直照に分与したため、西条藩は2万5000石となった。正保3年（1646年）12月30日、従五位下に叙され、監物と称す。寛文4年（1664年）4月5日、徳川家綱より領知朱印状を受けている。
寛文3年（1663年）、真鍋次郎兵衛ら4名の藩士が、直興を諫めるために切腹したという。西条市の常福寺には「忠烈四子之碑」があり、4人を記念している。
寛文4年（1664年）、領内新居郡の「五か山」と呼ばれる5つの村から、租税をめぐる血判嘆願状が提出された。この地域の租税問題は加藤嘉明が領主であった慶長8年（1603年）から継続していたという問題で、山岳地帯では物納（米納など）が過酷であるために銀納とすることが村民から要望されていたものであるが、直興はそれまで認められていた銀納を物納に変更し、また新たに雑税を課していたという。藩は「騒動」の首謀者として中奥山村庄屋の工藤治兵衛（治平）とその家族や与同者合わせて16名を捕らえ、斬罪に処した（銀納事件、大保木山騒動）。

### 改易と金沢での生活
寛文5年（1665年）7月29日、職務怠慢や失政などがとがめられて改易され、身柄は加賀藩の前田綱紀に預けられた。
『寛政重修諸家譜』には、改易の理由は以下のように記されている（『徳川実紀』に評定所申渡書が載せられている）。
- 寛文元年（1661年）、直興は幕命によって禁裏造営の助役[注釈 5]に任じられた。しかし竣工時に京都に所在するよう命じられていたにもかかわらず、入洛が竣工後、天皇がすでに禁裏に入った後になった[1]。
- 病気のために参勤交代の遅滞が生じたがその届け出が遅れ、しかもその後病状を老中に報告しなかった[1]。
- 藩政において失政があった（封内の政事よからず）[1]。
- あまつさえ好色にして無作法であるとの風聞がある[1]。

加賀藩は浅井政右を派遣して評定所で直興の身柄を受け取り、厳重な警護のもと護送された直興は10月に金沢に入った。金沢郊外の広岡村（現在の金沢市広岡）には、直興の住居として堀を巡らせた厳重な施設が設けられたが、前田綱紀は努めて優遇し、直興に帯刀を許し、100人扶持を与えて旧西条藩から来た者を仕えさせ、物資の補給や警護も丁重に配慮したという。また、綱紀は直興の赦免について幕閣や要路に働きかけた。

### 赦免から死まで
処分から22年が経過した貞享3年（1686年）6月26日、直興は赦免された。幕府からは配所にあっても従者を召し使うことを許された（綱吉は自ら「領国中住居及召仕人の事勝手次第」と書いて老中に示したという）。綱紀が幕閣と交渉を重ね、加賀藩内（能登の幕府代官所、富山・大聖寺の両支藩を除く）の居住、男女を問わず従者の使役が自由であること、もしも子女が生まれても問題視しないということを認めさせたものであるという。直興は大いに喜んだ。
赦免時、直興は眼疾により失明していたというが、なおも長寿を保った。元禄15年（1702年）8月3日、金沢において死去、享年79。金沢城下の高巌寺で葬儀が行われ、野田山に葬られて高巌寺に遺髪塚を設けた。
直興の葬儀後、居宅は破却され、使用人も退去したが、西条から直興に付き従った遺臣は請願によって加賀藩に仕えることが認められた。

## 家族・親族
『寛政譜』によれば、正室は松平重直（能見松平家、豊後高田藩主）の娘であるが、のち離縁。正室との間には娘が一人いる。
娘は母と共に実家の松平家に引き取られ、母方の伯父である松平英親（豊後杵築藩主）の養女となった。その後、竹腰正晴（尾張藩附家老）に嫁している。享保3年（1718年）、直興の17回忌法要の際に、一柳主税（直照の孫・一柳直長）とともに法事料と香典を高巌寺に納める文書が残る。
また後述の通り、金沢で儲けた落胤を称する家がある。

## 人物・逸話
- 失政を罪として改易された人物である。ただし加賀藩側の記録は直興に対して好意的である[6][4]。
  - 尊王思想が称揚された昭和戦前期の著作では、直興は尊王家であり、朝廷に対する仕事を立派にしすぎたために幕府に睨まれ、言いがかりをつけられて改易されたのだ、という主張も展開されている[4]。『一柳家史紀要』（1933年）に掲載された、金沢の郷土史家・太田敬太郎（南圃）が一柳貞吉に語った事柄[注釈 7]が引用されることで、この説が広がっている[4]。
  - 西条の「忠烈四子之碑」には直興の「無道」が記されている。ただし建碑ははるか後年の安政年間（1855年 - 1860年）であり、碑文の記述にも矛盾があるとして、郷土史家の秋山英一は『東予人物志  新居郡の巻』（1936年）で、碑文をそのまま事実と見てよいかは慎重であるべきとしている[4]。
  - 第二次世界大戦後に出版された久門範政『西條市誌』（1966年）では、『徳川実紀』に書かれた理由がすべてではなく、伊予国に一柳家の藩が並ぶ状況が幕府から不穏当とされたために改易されたのであろうとしている[4]。
- 一柳家の菩提寺の金地院は臨済宗で、高巌寺も臨済宗である。延宝5年（1677年）の大火の際に、直興が高巌寺に避難し、この時に住職の普門和尚と葬儀について約束したことから、この寺で葬儀が行われることになったという[7]。高巌寺には、直興遺愛の紅梅が伝えられ[2]（生前に盆栽として愛玩していたものを植え替えたのだという[11]）、現存している。
- 高巌寺には位牌を祀る霊廟が作られたが、修繕が行き届かず撤去されたためか、寛政年間（1789年 - 1801年）には消滅している。寛政年間、「一柳家の末家なりし家士某」が一柳直興の位牌を拝するため金沢を訪れたが、直興の位牌は高嶺ら家臣の位牌と一緒に惣位牌所に並べられており、某は高嶺らに憤慨してその子孫にも会わず帰国したという[7]。昭和初期の時点では、直興の位牌は厨子に納め、一般位牌所の高い位置に置かれるようになっていた[12]。
- 直興には金沢で落胤を儲けたとする説がある[2]。直興の死後加賀藩に仕えた崎田市三郎・斎藤八之丞には直興の落胤との説があるが[2]、一方で市三郎・八之丞には落胤の子女を養子あるいは妻として与えたとする説もあって、はっきりしない[13]。昭和初期の段階では、斎藤八之丞の後裔が「祖先」直興の供養にたずさわっていた[12]。